# Winthemia alabamae
Winthemia alabamae là một loài ruồi trong họ Tachinidae.